# Kobalima
Kobalima (Koba: Korb; lima: Fünf) ist ein indonesischer Distrikt (Kecamatan) im Regierungsbezirk (Kabupaten) Malaka (Provinz Ost-Nusa Tenggara). Bis zum 14. Dezember 2012 gehörte Kobalima noch zum Regierungsbezirk Belu.

## Geographie
Kobalima liegt an der Südküste der Insel Timor an der Timorsee. Westlich liegen die ebenfalls zu Malaka gehörenden Kecamatans Ostmalaka (Malaka Timur), Sasita Mean und Malaka Tengah und die zu Belu gehörenden Kecamatans Tasifeto Barat und Rai Manuk. Im Osten liegt der früher zu Kobalima gehörende Kecamtan Ostkobalima (Kobalima Timur). Die Ostgrenze wird vom Mota Babulu gebildet.
Kobalima teilt sich in acht Desa (Dörfer) auf: Westlakekun (2.499 Einwohner 2010), Lakekun (2.349), Nordlakekun (1.670), Litamali (3.773), Sisi (1.260), Rainawe (3.040), Südbabulu (1.145) und Babulu (1.079).
Verwaltungssitz ist Raihenek.

## Einwohner
Der Großteil der 16.815 Einwohner (2010) gehören zu den Ethnien der Tetum und Bunak, die ansonsten im angrenzenden Osttimor leben.